# Aeroportul Internațional Greater Rochester
Aeroportul Internațional Greater Rochester (IATA: ROC, ICAO: KROC, FAA LID: ROC) este un aeroport din Rochester, New York, Comitatul Monroe, New York, New York, Statele Unite ale Americii ce deservește zona Rochester. Aeroportul a fost tranzitat în 2019 de 2.553.286 de pasageri. A fost deschis în 1927 și numit după zona deservită.
Situat la o altitudine de 170 m, aeroportul dispune de 3 piste.

## Infrastructură

### Piste
Aeroportul dispune de 3 piste: 
- pista 04/22 din asfalt, cu dimensiunile 8.001 picioare × 150 picioare
- pista 07/25 din asfalt, cu dimensiunile 4.000 picioare × 100 picioare
- pista 10/28 din asfalt, cu dimensiunile 6.402 picioare × 150 picioare